# أحمد إسماعيل عطية
اللواء أ.ح. أحمد إسماعيل عطية، كان قائد الكتيبة 18 مشاة  أثناء حرب أكتوبر 1973.

## حرب أكتوبر
في حديث له مع جريدة الأهرام في أكتوبر 1998 يسترجع اللواء أركان حرب أحمد إسماعيل عطية الذي كان وقت الحرب قائدا الكتيبة 18 مشاة برتبة مقدم ذكرياته عن المعركة والتي يصفها بأنها أجمل وأحلي الذكريات حيث قاد النجاحات المتتالية التي حققتها الكتيبة والتي تمكن خلالها من تنفيذ جميع المهام المكلفة بها.
يقول ان الكتيبة بدأت مهامها في يوم 6 أكتوبر بعبور المانع المائي لقناة السويس في نصف ساعة فقط وكان المفترض أن تعبرها في ساعة. ثم بدأت الكتيبة في التقدم باتجاه الشرق وحققت مهامها الأولية باستيلائها علي رؤوس الكباري الأولي وصد وتدمير الهجمات المضادة التي وجهت إليها وكانت حصيلة ذلك تدمير 5 دبابات من القوات الاسرائيلية وعزل النقطة القوية بالدفرسوار وحصارها. ثم قامت الكتيبة بتطوير الهجوم في اتجاه الشرق وتحقيق المهمة التالية وهي إحتلال رأس الكوبري النهائي مع الإستمرار في صد وتدمير الهجمات المضادة الإسرائيلية.

## معركة المزرعة الصينية
قامت الكتيبة 18 مشاة بقيادة المقدم أحمد إسماعيل عطية بدور أثناء معركة المزرعة الصينية من 15 أكتوبر-16 أكتوبر 1973، وكان لهذه الكتيبة دور كبير في تحقيق النصر للقوات المصرية في المعركة.

### بداية المعركة
وقد بدأت المعركة في هذه المنطقة عندما استنفدت اسرائيل جميع محاولاتها للقيام بالهجمات والضربات المضادة ضد رؤوس الكباري فبدأ تفكيره يتجه إلي ضرورة تكثيف جميع الجهود النيرانية والقتالية ضد قطاع محدد حتي تنجح القوات الإسرائيلية في تحقيق اختراق تنفذ منه إلي غرب القناة، وكان اختيار القيادة الإسرائيلية ليكون اتجاه الهجوم الرئيسي لها في اتجاه الجانب الأيمن للجيش الثاني الميداني في قطاع الفرقة 16 مشاة وبالتحديد في اتجاه محور الطاسة والدفرسوار، وبذلك أصبحت المزرعة الصينية هي هدف القوات الإسرائيلية المهاجمة في اتجاه قناة السويس علي هذا المحور.
وخلال هذه الفترة ركزت القوات الإسرائيلية كل وسائل النيران من قوات جوية وصاروخية ومدفعية باتجاه تلك المنطقة، وكان الهدف من الضرب وخاصة في مقر تمركز الكتيبة 18 هو تدمير الكتيبة أو زحزحتها عن هذا المكان باتجاه الشمال.

### يوم 15 أكتوبر
وقد بدأت معركة المزرعة الصينية يوم 15 أكتوبر حيث قامت إسرائيل بالهجوم على مركز بالطيران طوال اليوم علي جميع الخنادق وقيادة الكتيبة وكان الضرب دقيقًا ومركزًا، كما سلطت المدفعية عيار 175 مم بعيدة المدي نيرانها بشراسة طوال النهار، واستمر هذا الهجوم حتي غروب الشمس، لم يصب خلال هذا الضرب سوى 3 جنود فقط، وكان ذلك بسبب الخطة التي إتبعتها الكتيبة، فقبل أي ضربة جوية كانت تحلق طائرات لتصوير الكتيبة، وبعد التصوير مباشرة كانت تنقل الكتيبة بالكامل لمكان آخر فيتم ضرب مواقع غير دقيقة.

### الساعة الثامنة يوم 15 أكتوبر
وفي الساعة الثامنة إلا الربع مساء نفس اليوم ترامت إلي أسماع الكتيبة أصوات جنازير الدبابات بأعداد كبيرة قادمة من إتجاه الطاسة وفي الساعة الثامنة والنصف قامت إسرائيل بهجوم شامل علي الجانب الأيمن للكتيبة من اتجاه تل سلام مستخدمة 3 لواءات مدرعة بقوة 280 دبابة ولواء من المظليين ميكانيكي عن طريق 3 محاور. 
الأول علي طريق الشط واتجاه الشمال، والثاني علي طريق الأسفلت المتجه إلي النقاط القوية بالدفرسوار، والأخير علي المدق الموازي للبحيرات المرة. وكانت فرقة أدان القائد الإسرائيلي من 300 دبابة وفرقة مانجن القائد الإسرائيلي 200 دبابة ولواء مشاة ميكانيكي وتم دعمهم حتي يتم السيطرة، وعزز لواء ريشيف القائد الثالث بكتيبة مدرعة وكتيبة مشاة ميكانيكي وكتيبة مشاة ميكانيكي مستقلة، وأصبحت بذلك قيادة ريشيف 4 كتائب مدرعة وكتيبة استطلاع مدرعة و 3 كتائب مشاه ميكانيكي وأصبحت تشكل نصف قوة شارون.
ويقول اللواء أحمد إسماعيل عطية انه مع كل هذا الحشد من القوات قامت إسرائيل بالهجوم من اتجاه النقطة القوية بالدفرسوار، ومن اتجاه طريق الشط علي الجانب الأيمن للكتيبة، وتم الاشتباك معه بواسطة الدبابات المخندقة والأسلحة المضادة للدبابات وتم تحريك باقي سرية الدبابات في هذا الاتجاه، وقد أدت هذه السرية مهمتها بنجاح، حيث دمرت 12 دبابة ولم تصب أي من الدبابات المصرية بسوء، وتم اختيار مجموعة قنص من السرايا وبلغت 15 دبابة وتم دفع أول مجموعة وضابط استطلاع وضباط السرايا، ثم دفعت الفصيلة الخاصة ومعها الأفراد حاملي الـآر.بي.جي إلي الجانب الأيمن وقامت بالاشتباك مع العدو حتي احتدمت المعركة وقلبت إلي قتال متلاحم في صورة حرب عصابات طوال الليل حتي الساعة السادسة صباح اليوم التالي، وقد تم تدمير60 دبابة في هذا الاتجاه.

### الساعة الواحدة من صباح يوم 16 أكتوبر
وفي الساعة الواحدة من صباح يوم 16 أكتوبر قام العدو بالهجوم في مواجهة الكتيبة 18 مشاة وأمكن صد هذا الهجوم بعد تدمير 10 دبابات و 4 عربات نصف مجنزرة، ثم امتد الهجوم علي الكتيبة 16 الجار اليسار للكتيبة 18 مشاة وكانت بقيادة المقدم محمد حسين طنطاوي، وكانت قوة الهجوم عليه من لواء مظلي ومعه لواء مدرع سوى كتيبة، ونتيجة لقرار قائد الكتيبة تم حبس النيران لأطول فترة ممكنة وبإشارة ضوئية منه تم فتح نيران جميع أسلحة الكتيبة 16 مشاة ضد هذه القوات المتقدمة واستمرت المعركة لمدة ساعتين ونصف الساعة حتي أول ضوء، وجاءت الساعات الأولي من الصباح مكسوة بالضباب مما ساعد القوات الإسرائيلية علي سحب خسائرها من القتلي والجرحي، ولكنها لم تستطع سحب دباباتها وعرباتها المدرعة المدمرة والتي ظلت أعمدة الدخان تنبعث منها طوال اليومين التاليين.